# Johann Ernst du Bois
Johann Ernst du Bois oder Johann Ernst Dubois (geboren 19. Januar 1805 in Hannover; gestorben 12. Oktober 1867 ebenda) war ein deutscher Zinngießer-Meister und Unternehmer im 19. Jahrhundert. Seine Künstlersignatur lautete JEdB, er firmierte als J. E. du Bois.

## Leben
Johann Ernst Dubois erlangte im Jahr 1830 seinen Meistertitel und legte im selben Jahr seinen Bürgereid ab zur Erlangung des Bürgerrechts der Stadt Hannover. Zwei Jahre später eröffnete er 1832 seine Werkstatt in der Marktstraße und wurde schon im Folgejahr 1833 zum Königlich Hannoverschen Hof-Zinngießer ernannt.
1843 bis 1840 gravierte der Maler Christian Schaper Figuren hannoverscher und kaiserlich französischer Truppen für du Bois, aber auch idyllische und bürgerliche Figuren, Puppenbesteck und Festsorden.
Der spätere Unternehmer Ludwig August Rieche war als Geselle bei Dubois tätig.
Laut seiner Anzeige im Adressbuch der Stadt Hannover führte du Bois seit 1847 in der Seilwinderstraße, nun „offenbar als Zinnwarenfabrik“, ein

„Lager von Zinnwaren aller Art, eigenes Fabrikat, en gros & en detail zu den billigsten Preisen.“

Seinen größten Erfolg hatte der Fabrikant vor allem mit Spielzeug aus Zinn für Knaben und Mädchen.
Im Todesjahr von Dubois übernahm 1867 der Sohn Johann Ernst Konrad Dubois (* 15. April 1844 in Hannover; Sterbedaten waren bisher nicht zu ermitteln) die „Metallwarenfabrik“ seines Vaters.
Letztmals wurde das Unternehmen in der Weimarer Republik im Adressbuch der Stadt Hannover verzeichnet – im Jahr 1921, dem Beginn der deutschen Hyperinflation.

## Werke
- Arbeiten aus der Werkstatt von Dubois wie Zinnfiguren, -spielsachen und Schieferformen für den Figurenguß finden sich unter anderem im Historischen Museum Hannover.[2]